# Phialanthus hispaniolae
Phialanthus hispaniolae är en måreväxtart som beskrevs av Brother Alain och Rodolfo García. Phialanthus hispaniolae ingår i släktet Phialanthus och familjen måreväxter. Inga underarter finns listade i Catalogue of Life.